# كوينسي تريفرز
كوينسي تريفرز (بالهولندية: Quincy Treffers) مواليد 4 فبراير 1991 في دن هيلدر، هو لاعب كرة سلة هولندي سابق. بدأ مسيرته الاحترافية في سنة 2010. لعب في الدوري الهولندي لكرة السلة كلاعب وسط. اعتزل اللعب في 2016. لعب مع نادي فيرت لكرة السلة ونادي دن هيلدر لكرة السلة.